# Neohinduismus
Neohinduismus ist der Sammelbegriff für im 19. und 20. Jahrhundert in Indien entstandene religiöse, soziale und politische Reformer und Reformbewegungen. Der Begriff Neo-Hinduismus ist dabei insofern irreführend, als dass es vorher keinen klassischen Hinduismus gegeben hat. Die Herkunft des Begriffes ‚Hinduismus’ ist umstritten. Nach einer Version wurde er erst im Rahmen des Kolonialismus um 1830 durch die britischen Kolonialherren als Sammelbezeichnung für verschiedene Religionen und religiöse sowie spirituelle Formen in Indien verwendet. Der Neo-Hinduismus versuche demnach die eigenen indischen Traditionen im Rahmen eines westlichen Religionsbegriffs zu definieren und übernehme dafür den Begriff Hinduismus schließlich als Selbstbezeichnung. Auf diese Weise werde versucht, ein einheitliches religiöses System nach dem Vorbild von Christentum und Islam zu schaffen und die vielen verschiedenen religiösen Traditionen in Indien zu vereinheitlichen. So werde zum Beispiel der Monotheismus und ein verbindlicher Textkanon propagiert. Nach einer anderen Version ist ‚Hinduismus’ als Begriff von indischen Intellektuellen in Auseinandersetzung mit dem Kolonialismus durch deren selbstständige Rezeption religionskritischer europäischer Schriften entstanden. Demnach sei nicht versucht worden, indische Strömungen einem europäischen Religionsbegriff einzuordnen; vielmehr sei der moderne Religionsbegriff auch maßgeblich auch von indischen Intellektuellen mitgeprägt worden.
Einige Neohinduistische Bewegungen wollen den Hinduismus der modernen Welt anpassen, andere versuchen sich gegen die Europäisierung im Zuge der Globalisierung zu wehren und den Hinduismus und die indische Gesellschaft wieder zu ihren vermeintlichen Ursprüngen (ihrem Fundament; vgl. Fundamentalismus) zurückzuführen. Seine Verbreitung fand der Neohinduismus überwiegend in der englischsprachigen und -gebildeten Mittelschicht. Bekanntester Vertreter des Neohinduismus ist Mahatma Gandhi.

## Entstehungsfaktoren
Die neohinduistischen Erneuerungsbewegungen wurden durch verschiedene Faktoren hervorgerufen: So brachten die Briten die englische Sprache und das englische Schulsystem nach Indien sowie die europäische Modernisierung vor allem mit Wissenschaft, Technik, Industrie und dem Ausbau des Eisenbahnnetzes. In diesem Zuge kamen indische Reformer in Kontakt zu den religionskritischen Schriften aus dem europäischen Raum, so z. B. mit dem Schottischen Rationalismus. Des Weiteren versuchten die christlichen Missionare Inder zum christlichen Glauben zu bekehren. Dies und vor allem auch der Vorwurf an den Hinduismus, die Schuld an vielen der sozialen Problemen Indiens (Witwenverbrennungen, Kastensystem, Kinderheirat) zu haben, führte zu einer komplexen Auseinandersetzung zwischen indischen Reformern, christlichen Missionaren und europäischen Orientalisten. In diesem Zuge entwickelten indische Reformer verschiedener Strömungen ein mit Vorstellungen der europäischen Religionskritiker konformen Religions- und Hinduismusbegriff, der gleichzeitig durch die Übersetzungstätigkeit der europäischen Orientalistik von sanskrit-sprachigen Texten ermöglicht wurde.

## Inhaltliche Kennzeichen
Im Zuge der angestrebten Vereinheitlichung der indischen Traditionen wird ein Textkanon geschaffen, in dem die Bhagavad Gita besonders betont wird. Darüber hinaus wird das Kastensystem umgedeutet oder gänzlich abgelehnt und Toleranz als Grundmerkmal des Hinduismus propagiert. Außerdem erfährt der Hinduismus eine universale Ausrichtung im Rahmen dessen eine inklusivistische Vereinnahmung anderer Religionen vollzogen wird. Ebenso wird der Dharma-Begriff universalisiert und als ethischer Begriff verwendet.

## Die neohinduistischen Bewegungen im Überblick
Der Brahmo Samaj (dt. Brahma- oder Gottes-Vereinigung) wurde 1828 von Ram Mohan Roy (1772–1833) in Kalkutta gegründet. Roy postulierte einen bildfreien Monotheismus, wie er ihn aus Christentum und Islam kannte: monotheistische Ansätze fand er in den Upanishaden. In der Verehrung von Brahma als einzigem Gott sah er die ursprüngliche Religion Indiens. Die gottesdienstähnlichen Treffen waren für jedermann zugänglich, außer Frauen und Shudras. Seit Mitte des 19. Jahrhunderts entstanden in Indien zahlreiche Gemeinden, deren Anliegen eine Reformierung des Hinduismus war. Gefordert wurde die Abschaffung des Kastenwesens, der Bilderverehrung und der Kinderheirat.
Im Laufe der Zeit gab es mehrere Abspaltungen:
1. der eher konservative Adi Brahmo Samaj unter Debendranath Tagore, Sohn von Dvarkanath und Vater von Rabindranath Tagore.
2. der ursprünglich mehr fortschrittliche Brahmo Samaj of India des Keshab Chandra Sen (seit 1866) und die durch dessen Initiative daraus hervorgegangene mystische Bewegung Neue Offenbarung (eine Art Verschmelzung von Hinduismus, Islam und Christentum)
3. seit Mai 1878 der mehr demokratische Sadharan Brahmo Samaj

Der Arya Samaj („Vereinigung der Arier“) wurde am 10. April 1875 in Bombay von Dayananda Saraswati (1824–1883) gegründet. Dayananda versuchte, hinduistische Inhalte zu etablieren, und wehrte sich radikal gegen jeglichen christlichen oder islamischen Einfluss. Mitglied im Arya Samaj konnte jeder werden; Kastenzugehörigkeit spielte keine Rolle. Ziel war unter anderem auch die Rückkonversion von dem Christentum beigetretenen Indern. Dadurch wurde zum ersten Mal der Hinduismus als Religion interpretiert, in die man (wieder) eintreten kann. Der Arya Samaj war die erfolgreichste Reformbewegung im 19. Jahrhundert in Indien.
Nach dem Vorbild der christlichen Mission gründete am 1. Mai 1897 Swami Vivekananda (1863–1902) zusammen mit Freunden die Ramakrishna-Mission mit dem Ziel, die Botschaft Ramakrishnas (1836–1886) zu verbreiten. Zutritt zur Ramakrishna-Mission fanden auch erstmals Europäer. Zudem trat Vivekananda 1893 beim Weltparlament der Religionen auf und warb offen für den Hinduismus. Er stellte den Hinduismus mit der modernen Welt vereinbar dar, indem er eine Übereinstimmung zwischen Wissenschaft und Hinduismus propagierte. Vivekananda beschrieb den Advaita Vedanta als diejenige Philosophie, die dem Hinduismus zu Grunde liegt. Dabei legte er eine eigene Interpretation des Advaita Vedanta vor, die wesentlich von dessen ursprünglicher Bedeutung als exklusiver Heilsweg der brahmanischen Asketen unterschieden ist. Nach Vivekananda steht der Advaita Vedanta allen Menschen offen.
Als weitere wichtige Vertreter des Neohinduismus gelten der Dichter und erste Nobelpreisträger Indiens Rabindranath Tagore (1861–1941), Mohandas Karamchand Gandhi (1869–1948), der von Tagore „Mahatma“ („große Seele“) genannt wurde, Sri Aurobindo (1872–1950), sowie der Philosoph, Diplomat und Politiker S. Radhakrishnan (1888–1975).

## Einfluss auf den Westen
Seit dem Neohinduismus findet zwischen Indien und Europa/USA eine gegenseitige Beeinflussung statt. Dies äußerte sich in der Gründung der Theosophischen Gesellschaft durch Helena Petrovna Blavatsky, die in England, Frankreich und Deutschland Anhänger fand. Ihr Schüler, der buddhistische Oberst Henry Steel Olcott, verbreitete die Lehre auch in den USA. Sie bildet ein Gemisch aus der Philosophie des Buddhismus, der Mystik des Hinduismus und dem amerikanischen Spiritismus.

## Soziale Bestrebungen
In engem Zusammenhang mit den religiösen Ansichten stehen die sozialen Bestrebungen, insbesondere im Brahmo Samaj. Ein wesentlicher Punkt war die Frauenfrage.

### Frauenfrage
Die Hindubewegung setzte mit Erfolg einige Verbesserungen für die Stellung der Frau durch. Zunächst forderte man die obligatorische Zivilehe, die Abschaffung der Kinderehe, die Einführung und Verbreitung des Unterrichts auch für Mädchen (insbesondere in eigenen Mädchenschulen), die Zulassung der Wiederverheiratung von Hindu-Witwen und die Verbesserung der äußerst schlechten sozialen Stellung dieser Witwen.
Am 22. März 1872 wurde tatsächlich ein Gesetz über die fakultative Zivilehe erlassen, der Native Marriage Act, das alle vor dem Standesbeamten („registrar“) abgeschlossene Ehen für gültig erklärt, unabhängig von anschließenden religiösen Zeremonien; dies gilt auch für Angehörige unterschiedlicher Religionen und Kasten. Das Mindestalter des Bräutigams lag bei 18, das der Braut bei 14 Jahren. Es verlangt dann aber die schriftliche Zustimmung der Eltern Unmündiger zur Ehe. Bigamie wurde verboten, ebenso wie die Verheiratung von Blutsverwandten bestimmter Grade. Das Gesetz gestattete auch die Wiederverheiratung von Witwen.
Trotz dieses Gesetzes hingen die Hindus weiter an ihrer Sitte, Mädchen bereits im Alter von 8 bis 10 Jahren zu verheiraten.

## Nationaler Neo-Hinduismus
Neben den religiösen Reformbestrebungen, die sich um eine Erneuerung der verschiedensten religiösen Hindu-Traditionen bemühten, kamen weitere Positionen auf, die als „politischer“ oder „nationaler Neo-Hinduismus“ bezeichnet werden können. Der „nationale Neo-Hinduismus“ sah im Hinduismus ein Kulturgut, das die indische Bevölkerung einigen sollte, um sich aus der politischen Unabhängigkeit befreien zu können. Charakteristisch für den „nationalen Neo-Hinduismus“ ist das Ziel der politischen Emanzipation. Die Akteure, die für diesen politischen Aspekt des Neo-Hinduismus gelten, waren jedoch meist auch diejenigen, die eine religiöse Neuinterpretation des Hinduismus betrieben. Swami Vivekananda sah im Hinduismus eine „vereinende Kraft der Religion“, die die ethnischen, sprachlichen und sozialen Spannungen innerhalb der indischen Bevölkerung aufzuheben vermag.

## Der Nationalkongress
Nachdem 1858 Großbritannien Indien aus der Hand der Britische Ostindien-Kompagnie nahm, bildete sich der Indische Nationalkongress aus Hindu, Moslems, Sikh, Parsi und anderen. Seine Ziele waren seinerzeit vor allem im politischen Bereich angesiedelt:
1. Zulassung der Inder auch zu den höheren Stellungen in der Landesverwaltung
2. vollständige soziale und politische Gleichstellung der Inder mit den Briten
3. Schaffung eines nationalen indischen Parlaments

Als dessen Vorläufer wurde von den Indern seinerzeit der Nationalkongress angesehen, zu dem seit 1885 jährlich einmal für etwa drei bis vier Tage 500 bis 1000 Delegierte zusammenkamen und in einem der größeren Städte des Landes tagten. Dabei beteiligten sich gelegentlich auch britische Parlamentarier.
Gegenstand der Beratungen waren unter anderen:
- Aufnahme von Einheimischen in den Council (den Rat, der den Gouverneuren in den verschiedenen Präsidentschaften zur Seite stand)
- stärkerer Einfluss des Council auf die Festsetzung des Etats
- Regelung der indischen Anleihen, Zölle und Steuern
- Regelung und Trennung des Verwaltungs- und Justizdienstes
- Einführung und Erweiterung von Schwurgerichten
- Verbesserung des Polizeiwesens
- Förderung des öffentlichen Unterrichtswesens

Diese Ziele wurden auch durch in Großbritannien lebende Inder in der National Indian Association in London gefördert.
Aus dem Nationalkongress ist die spätere indische Kongresspartei entstanden.
Bereits Ende des 19. Jahrhunderts war abzusehen, dass ein einheitlicher indischer Staat (das heutige Indien, Pakistan und Bangladesch) alleine keinen Bestand haben würde, da sich Hindus und Moslems zu schroff gegenüberstanden. Dies wurde auch bei allen wichtigen Fragen in den Beratungen des indischen Nationalkongresses deutlich.